# Тайна «Голубого поезда»
Тайна «Голубого поезда» (англ. The Mystery of the Blue Train) — роман Агаты Кристи 1928 года из серии произведений об Эркюле Пуаро.

## Сюжет
Пуаро садится на «Голубой поезд» (фр. Le Train Bleu), направляющийся на Французскую Ривьеру. На этот же поезд садится Кэтрин Грэй, которая впервые после получения наследства проводит зимние каникулы вне Англии. В поезде она знакомится с Рут Кеттеринг, богатой американской наследницей, сбежавшей из семьи, чтобы встретиться с любовником. На следующее утро Рут обнаруживают убитой в её купе. Похищены бесценные рубины, которые, возможно, принадлежали когда-то Екатерине Великой. К тому же около купе убитой был замечен подозрительный тип. Всё это заставляет Пуаро начать поиски убийцы. 

Сюжет романа основан на рассказе 1923 года «Плимутский Экспресс» (англ. The Plymouth Express), который вошёл в сборник рассказов «Ранние дела Пуаро» (англ. Poirot's Early Cases), опубликованный в Великобритании лишь в 1974 году, а в США в 1951 году, в сборнике The Under Dog and Other Stories. 

В этом романе впервые появляется описание вымышленной деревушки Сэнт-Мэри-Мид (англ. St. Mary Mead), которая позднее станет домом для мисс Марпл. 

## Действующие лица
Приведены все основные персонажи романа.
Жертва убийства:
- Рут Кеттеринг — дочь Руфуса

Расследующие убийство:
- Эркюль Пуаро — частный детектив, бельгиец и один из пассажиров "Голубого поезда"
- Комиссар Ко — комиссар из Сюрте, расследующий убийство с Пуаро
- Карреж — судебный следователь

Остальные герои:
- Мисс Кэтрин Грей — юная англичанка, познакомилась с миссис Рут в своей поездке на Французскую Ривьеру
- Розали Тэмплин — кузина мисс Кэтрин
- Ленокс Тэмплин — дочь Розали
- Руфус Ван Олдин — америкец, миллионер и отец миссис Рут
- Майор Ричард Найтон — бывший военный, секретарь Ван Олдина
- Дерек Кеттеринг — муж Рут, один из главных подозреваемых в убийстве
- Мирель — танцовщица родом из Франции, любовница Дерека
- Ада Мейсон — горничная в доме Рут
- Граф де ля Рош — любовник Рут, как и Дерек Кеттеринг один из первых подозревается в убийстве
- Иполит Флавель — лакей Графа де ля Роша
- Мари Флавель — жена Иполита
- Джордж — лакей Пуаро

## История создания
После исчезновения в декабре 1926 года и последующего скандального расторжения брака с Арчибальдом Кристи Агата с дочерью Розалиндой и верной помощницей Шарлотой Фишер отправилась из Англии на Канарские острова, где, проявив силу воли, всё-таки закончила свой роман «Тайна „Голубого поезда“», который впоследствии называла неудачным, возможно, из-за мучительных воспоминаний, связанных с историей его создания. Исследователи считают, что некоторые мотивы и детали имеют автобиографический характер, преобразованный посредством художественного вымысла. Он был посвящён тем близким, кто поддерживал её силы во время предшествующих драматических событий — «Членам моей семьи — Шарлотте и Питеру». Оставшись без материальной поддержки мужа, Агата окончательно обратилась к профессиональной литературной деятельности. Так, по мнению исследователей: «…личные драмы и обстоятельства, разрушившие привычный мир викторианской женщины, способствовали рождению писательницы Агаты Кристи, которой было суждено стать „королевой детектива“». В своей «Автобиографии», находясь уже в ранге признанного мастера детектива, Кристи вспоминала: «Однажды я была в такой ситуации, когда хотела писать как раз ради денег и почувствовала, что не смогу. Ужасное положение! Была бы у меня тогда хотя бы рукопись, хоть что-нибудь в запасе! Именно тогда мне пришлось срочно сделать эту отвратительную книгу „Большая четвёрка“ и бросить все силы на «Тайну „Голубого экспресса“». Подводя итоги в конце «Автобиографии» она отметила, что если вспоминать о своих неудачных книгах, то в этом отношении ей прежде всего ей приходит на ум  «Тайна „Голубого экспресса“». При этом, если бы она создала откровенно плохую книгу, то она никогда бы её не опубликовала. «И всё же „Тайна Голубого экспресса“ довольно далека от совершенства. Перечитывая её, вижу, как она банальна, напичкана штампами, вижу, что сюжет её неинтересен. Многим, к сожалению, она нравится. Не зря говорят, что автор — не судья своим книгам».

## Экранизация
- Сюжет романа лёг в основу серии «Тайна Синего поезда» (2005) британского сериала Пуаро Агаты Кристи[5]. В роли Эркюля Пуаро — Дэвид Суше. В роли американского миллионера Руфуса ван Альдена — Эллиотт Гулд.